# Acarapis externus
Acarapis externus är en spindeldjursart som beskrevs av Morgenthaler in Morison 1931. Acarapis externus ingår i släktet Acarapis och familjen Tarsonemidae. Inga underarter finns listade i Catalogue of Life.